# Chinmaya Rajaninath Gharekhan
Chinmaya Rajaninath Gharekhan en un diplomático indio retirado.
- En 1958 entró al Indian Foreign Service y fue empleado de 1958 a 1963 en El Cairo, Kinshasa y en Nueva York.
- De enero de 1971 a 1972 fue consejero de embajada en Belgrado.
- De 1973 a 1975 fue Presidente de la International Control Commission en Vientián (Laos).
- De 1973 a 1976 fue embajador en Hanói y concurrentemente entre el 30 de abril de 1975 al 02 de julio de 1976 fue acreditado ante en:Nguyễn Hữu Thọ en Saigón.[1]
- De marzo de 1977 al mayo de 1980 fue representante del gobierno de la India ante la Oficina de la Organización de las Naciones Unidas en Ginebra.
- De 1981 a 1986 fue Asesor de Asuntos Exteriores de los Primer Ministros Indira Gandhi y Rajiv Gandhi.
- De 1986 a diciembre de 1992 fue Representante Permanente ante las Sede de la Organización de las Naciones Unidas en Nueva York.
- En 1992 fue Presidente del Consejo de Seguridad de las Naciones Unidas.
- De enero de 1993 a 1997 fue Under-Secretary-General of the United Nations como enviado especial para el proceso de paz en Oriente Medio.
- De 2005 a 2009 fue enviado especial de la India para el Oriente Medio.
- Desde 2010 es Presidente del en:Indira Gandhi National Centre for the Arts.[2]